# فحص العين

مخطط سنيلين التقليدي المستخدم لإختبار صحة الإبصار

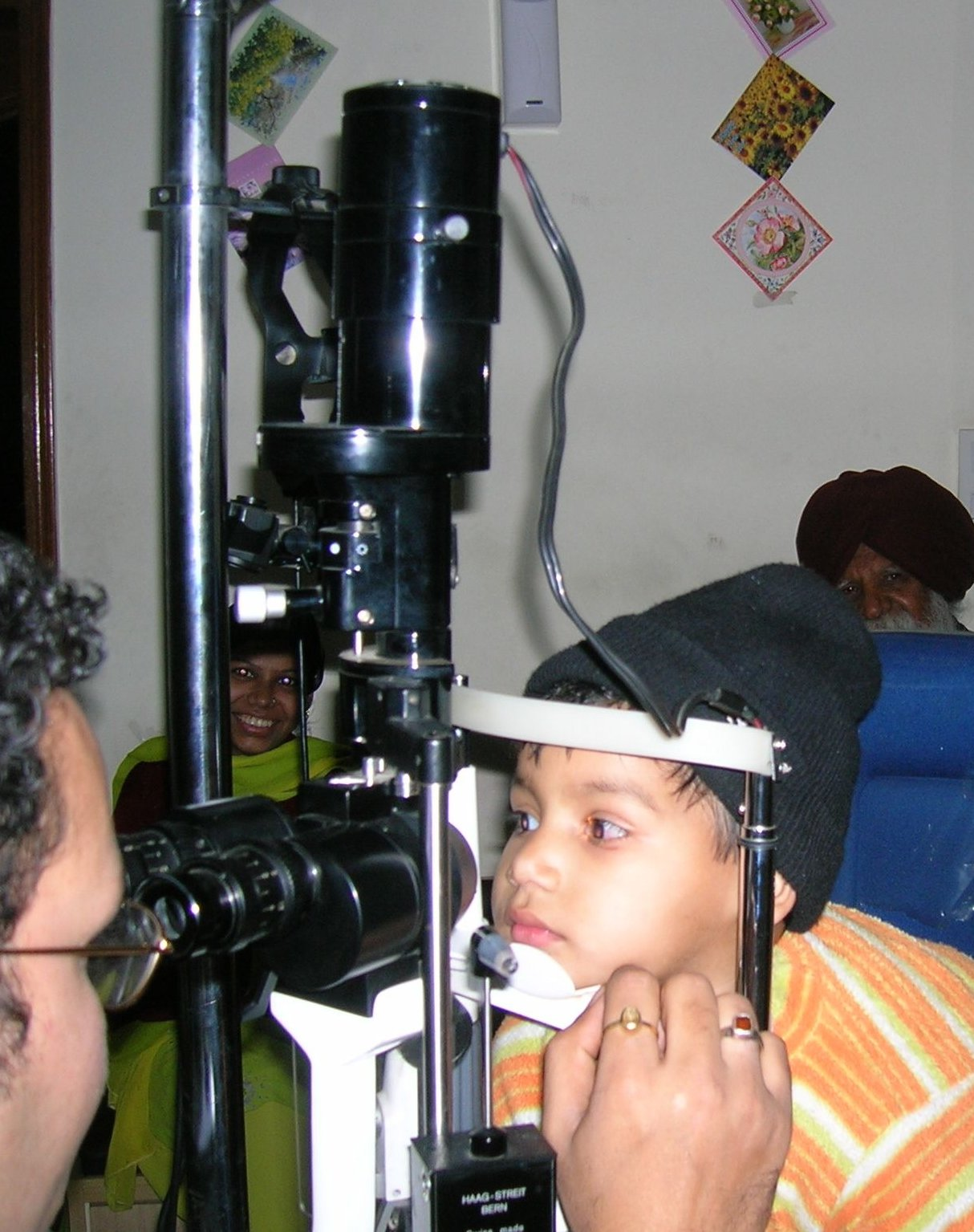
فحص المصباح الشقي للأعين في عيادة لطب العيون

فحص العين هو مجموعة من الاختبارات التي يجريها طبيب عيون، أخصائي في فحص البصر وتركيب النظارات، أو أخصائي في تقويم الحول لتقييم البصر والقدرة على التركيز وتمييز الأشياء، وأيضًا الفحوصات المتعلقة بـ العين.
وينصح خبراء الصحة عادةً بضرورة إجراء اختبارات دورية وشاملة للعين كجزء من روتين الصحة الأساسية، خاصة أن هناك العديد من أمراض العين عرضية.
وقد تكتشف فحوصات العين أمراض عمى العين القابلة للعلاج، والمظاهر العينية للأمراض النظامية أو أعراض أورام أو شذوذ الدماغ.

## فحص العين الشامل

### اختبارات المدخل
- الفحص الخارجي
- صحة الإبصار
- مدى تكيف العين
- رؤية اللون
- اختبار التغطية
- الرؤية المجسمة
- نقطة التجمع القريبة
- التنقلات المقلية
- الحدقة

فحص *المجال البصري
- المسافة بين الحدقتين

### الانكسار
- مقياس العدسة
- قياس القرنية
- تنظير الشبكية
- الانكسار

- أحادية العين
- التوازن المزدوج

- انكسار الهدبية

### الاختبارات الوظيفية
- النظام التكيفي

- التكيف النسبي السلبي
- التكيف النسبي الإيجابي

نظام *التجانح
نظام *حركة العين

### التقييم الصحي
- المصباح الشقي، الفحص المجهري البيولوجي
- تنظير العين المجهري غير المباشر
- قياس توتر العين
- شبكة آمسلر

تقدير *المجال البصري
- تنظير الزاوية

### التقنيات المتقدمة
- تضاريس القرنية
- مقياس سمك القرنية
- تصوير شايمفلاج البصري
- التصوير المقطعي للشبكية
- التصوير المقطعي البصري المحوسب
- قياس الاستقطاب الليزري

#### مقياس سمك القرنية
مقياس سمك القرنية هو قياس لمدي سمك القرنية باستخدام موجات فوق صوتية.

## التجهيز
مثاليًا، يتكون فحص العين من فحص خارجي، متبوعًا باختبارات محددة صحة الإبصار، عمليات الحدقة، القدرة الحركية عضلة العين، المجال البصري، ضغط باطن العين وتنظير العين خلال حدقة متوسعة.
يتضمن أقل فحص للعين اختبارات صحة الإبصار، وعمليات الحدقة، والقدرة الحركية لعضلات العين، كما تحتوي على تنظير للعين خلال حدقة غير متوسعة.

## الفحص المبدئي

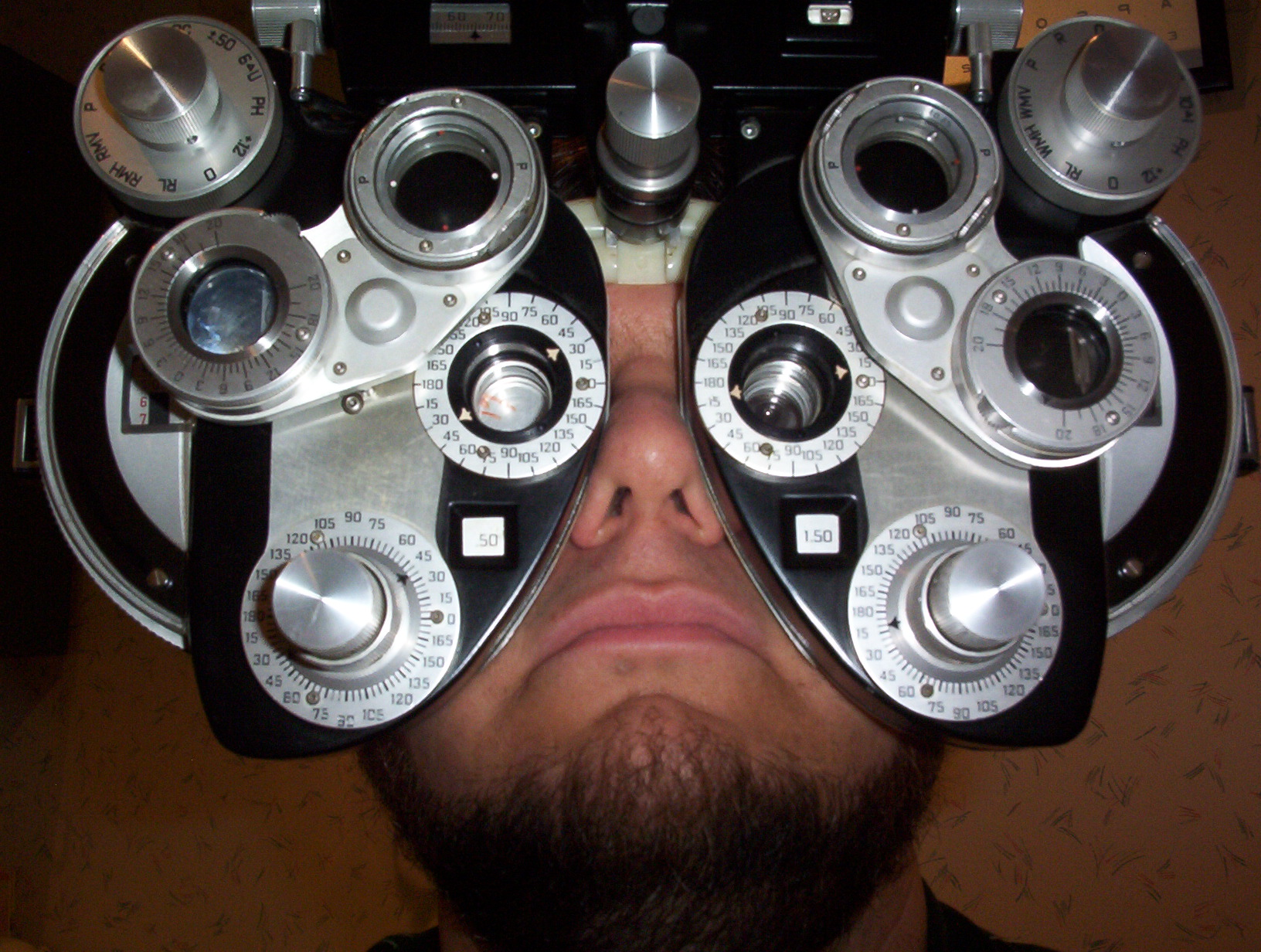
استخدام جهاز تجربة العدسات لتحديد وصفة طبية لنظارة طبية

### الفحص الخارجي
يتكون الفحص الخارجي للعين من فحص الجفن، والنسيج المحيط، والشق الجفني.
وقد يكون تحسس الإطار المداري مرغوب به، اعتمادا على إظهار علامات أو أعراض.
ويمكن فحص الملتحمة والصلبة عن طريق الطلب من الفرد أن ينظر إلى الأعلى، وسطع ضوء في أثناء سحب الجفن إلى الأعلى أو الأسفل.
ويمكن فحص القرنية والقزحية بنفس الطريقة.

### صحة الإبصار
صحة الإبصار هي قدرة العين على استبيان التفاصيل الدقيقة وهي المقياس الكمي لقدرة العين على رؤية صورة مركزة على مسافة معينة.
والتعريف المعياري لصحة الإبصار (نظر 20/20 أو 6/6) هو القدرة على الفصل في نمط حيزي مفصول بزاوية إبصار تقدر بدقيقة قوسية. ويستمد المصطلحان 20/20 و6/6 من الأجسام معيارية الحجم التي يمكن أن يراها «شخص ذا نظر عادي» من مسافة معينة. على سبيل المثال، إذا استطاع الفرد رؤية جسم من مسافة تساوي 20 قدم، وهذا الجسم يمكن عادة رؤيته من مسافة 20 قدم، إذًا ذلك الشخص نظره 20/20. وإذا استطاع الفرد رؤية جسم من على مسافة 20 قدم، وهو ما يستطيع الفرد العادي رؤيته من مسافة 40 قدم، إذًا ذلك الشخص نظره 20/40. بعبارة أخرى، تخيل أنك تواجه مشكلة في رؤية الأجسام التي على بعد وتقدر فقط على الرؤية لمسافة 20 قدم ما يستطيع الفرد العادي رؤيته لمسافة 200 قدم، إذًا لديك نظر 20/200. ومصطلح 6/6 يستخدم أكثر في أوروبا وأستراليا، ويمثل المسافة بالأمتار.
وعادة ما يتم قياسه بـ مخطط سنيلين.

### وظيفة الحدقة
يتضمن فحص وظيفة الحدقة فحص الحدقتين لمقارنة الحجم (فارق بمقدار 1  قد يكون أمر عادي)، الشكل العادي، التفاعلية للضوء، والتكيف المباشر والتوافقي.
ويمكن أن تتذكر تلك الخطوات بسهولة بالطريقة الـمقوية للذاكرة (PERRLA (D+C):Pupils Equal and Round; Reactive to Light and Accommodation Direct and Consensual)(الحدقتان متساويتان ودائريتان، متفاعلتان مع الضوء والتكيف (المباشر والتوافقي)).
وقد يكون مرغوب في اختبار الكشاف المتأرجح إذا كان مشكوكًا في أضرار عصبية.
واختبار الكشاف المتأرجح هو من أكثر الاختبارات السريرية المتوفرة لدى الطبيب العام لتقدير شذوذ العصب البصري.
ويكتشف هذا الفحص عيب الحدقة الوارد، المشار إليه أيضًا باسم حدقة ماركوس جن (Marcus Gunn). ويتم الخضوع لهذا الفحص في غرفة شبه مظلمة.
ورد الفعل الطبيعي لاختبار الكشاف المتأرجح، تقلص كلتا الحدقتين عند التعرض إلى الضوء.
وبمرور الضوء من عين إلى أخرى، تبدأ العينين بالتمدد، ولكن تتقلص مجددًا عندما يصل الضوء إلى العين الأخرى.
إذا كان هناك عيب عصب صادر في العين اليسرى، تبقى الحدقة اليسرى متمددة بغض النظر عن مكان سطوع الضوء، بينما تتفاعل العين اليمنى بطبيعية.
وإذا كان هناك عيب صادر في العين اليسرى، فكلاهما سوف يتمدد حين يسطع الضوء على العين اليسرى، ولكن كلاهما سيتقلص حين يسطع الضوء على العين اليمنى. وهذا بسبب أن العين اليسرى لن تتفاعل مع التحفيز الخارجي (المسار الصادر) ولكن مازالت قادرة على استقبال الإشارات العصبية من الدماغ (المسار الوارد) لتتقلص.
وإذا كانت هناك حدقة صغيرة واحدة، بتفاعل طبيعي مع الضوء، فمن غير المرجح وجود اعتلال الأعصاب المحيطية.
مع العلم بأنه، إذا اجتمع مع تدلي الجفن الأعلى، فهذا قد يشير إلى متلازمة هورنر (Horner's syndrome).
وإذا كانت حدقة شاذة صغيرة، تتجاوب ضعيفًا مع الضوء، ولكن طبيعيًا مع التكيف، فهذه حدقة أرغيل روبرتسون (Argyll Robertson).

### القدرة الحركية للعين
يجب دائمًا اختبار القدرة الحركية للعين، خاصةً عندما يشكو المرضى من الرؤية المزدوجة أو أن يشك الأطباء في مرض عصبي.
أولاً، يجب على الطبيب، أن يحصل على تقييم بصري للعينين من أجل الانحرافات التي من الممكن أن تنشأ من الحول، واختلال عضلات العين الخارجية الوظيفية، أو شلل الأعصاب القرنية متعصبة العضلات الخارجية.
ويتم تقييم حركة العين من خلال جعل المريض يحرك عينه أو عينها سريعًا على هدف على أقصى اليمين، الشمال، الأعلى والأسفل. هذا يختبر اختلال حركة العين الوظيفي فيما أن القدرة الضعيفة لأن «تقفز» العين من مكان إلى آخر قد تؤثر على القدرة على القراءة والمهارات الأخرى، الذي به يتطلب من العين أن تركز وتتبع جسم مرغوب.
يتم تقييم التعقب البطيء، أو «الملاحقات» عن طريق اختبار 'اتبع إصبعي'، حيث يتبع إصبع الفاحص "double-H" تخيلي، الذي يلمس حقول النظر الثمانية.
اختبار حقول النظر الثمانية هذا يختبر عضلات العين الخارجية: السفلية، العلوية، الوحشية، الوسطية والعضلات المستقيمة، وأيضًا العضلات المائلة العلوية والسفلية.

### اختبار المجال البصري (المواجهة)
يتكون اختبار المجال البصري من اختبار مجال المواجهة الذي يتم فيه اختبار كل عين على حدة للوصول إلى مدى المجال المحيطي.
وليجرى الاختبار، يغطي الفرد عين واحدة بينما يركز على عين الفاحص بالعين الأخرى غير المغطاة.
ومن ثم يُطلب من المريض أن يعد عدد الأصابع التي تظهر سريعًا في كل ربع من الأربعة.
وتُفضل تلك الطريقة على اختبار الإصبع المهتز الذي كان يستخدم قديمًا لأنه يمثل طريقة سريعة وفعالة للإجابة على نفس السؤال: هل المجال المحيطي مصاب؟
وتتضمن المشاكل الشائعة للمجال البصري العتمة (منطقة منخفضة الرؤيا)، والعمى الشقي (فقد نصف المجال البصري)، وhomonymous quadrantanopia (المتضمن كلا العينان) والعمى الشقي الصدغي.

### ضغط باطن العين
يمكن قياس ضغط باطن العين (IOP) بأجهزة قياس توتر مصممة لقياس التدفق (ومقاومة التدفق) إلى الخلط المائي من العين ويمكن لمقياس توتر دايتون (Diaton) أن يقيس ضغط باطن العين من خلال الجفن

### تنظير قاع العين

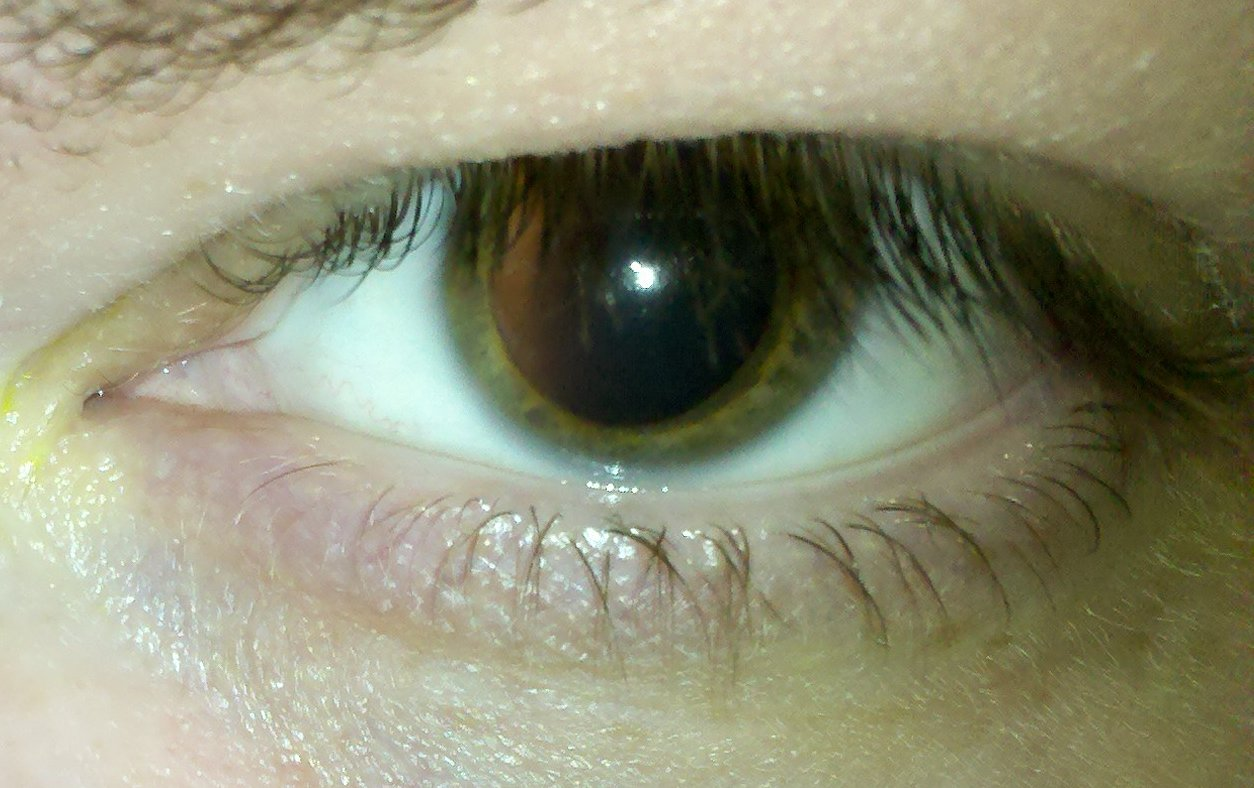
حدقة كاملة التمدد قبل فحص تنظير للعين

قد يحتوي فحص تنظير العين على فحص مُعظَّم بصريًا لهياكل العين الداخلية وأيضًا تقدير جودة ردة الفعل الحمراء للعين.
ويسمح تنظير قاع العين للفرد بأن ينظر مباشرة على الشبكية والأنسجة الأخرى في مؤخرة العين. وأمثل وقت للفحص هو بعد أن تتمدد الحدقة باستخدام قطرة عين. فخلال حدقة غير ممددة بالكامل تتوفر رؤية محدودة، ويتم الحصول على النتائج في تلك الحالة في غرفة مظلمة، والمريض ينظر باتجاه الركن البعيد.
مظهر القرص البصري والأوعية الدموية للشبكية هما مركز الفحص خلال تنظير قاع العين. وقد تشير الشذوذ في مظهر هياكل القرنية الداخلية تلك إلى مرض أو حالة عينية.
ويمكن رؤية رد الفعل الأحمر عند النظر إلى حدقية مريض خلال منظار قاع العين المباشر. ويتم هذا الجزء من الفحص من مسافة تساوي حوالي 50 سم وعادة ما تكون متماثلة بين العينين. وقد تشير العتامة إلى الماء الأبيض.

### المصباح الشقي
الفحص القريب لهياكل العين الداخلية وملحقات العدسة تتم عادةً باستخدام آلة المصباح الشقي. وهو حزمة صغيرة من الضوء التي قد تختلف في العرض، والارتفاع، وزاوية الحدوث، والتوجه واللون، وتمر فوق العين. عادة، يتم تضيق حزمة الضوء تلك في «شق» أفقي، خلال فحص المصباح الشقي. وينظر الفاحص إلى الهياكل العينية المضيئة، من خلال نظام بصري يُعظم صورة العين.
وهذا يسمح بفحص كل وسائل العين، من القرنية إلى الزجاجية، بالإضافة إلى المنظر المُعظَّم للجفون، والهياكل العينية الخارجية الأخرى. وقد يكشف تلطيخ الفلوريسين قبل فحص المصباح الشقي خدش القرنية أو التهاب هربس بسيط.
ويوفر فحص المصباح الشقي للرؤية المزدوجة منظر معظم لهياكل العين بتفصيل مذهل، يتيح التشخيص التشريحي الدقيق لعدد من حالات العين.
ويمكن أيضًا عمل فحوصات تنظير قاع العين وتنظير الزاوية خلال المصباح الشقي عند إضافة عدسات خاصة إليه. وتتضمن تلك العدسات عدسات جولدمان (Goldmann) ثلاثية المرايا، وعدسة تنظير الزاوية الفردية\ عدسات زيس (Zeiss) رباعية المرايا لهياكل زاوية الغرفة الداخلية (العينية)، وعدسة +90D ، وعدسة +78D، وعدسة +66Dـ وعدسة هروبي (Hruby) (-56D)، وبذلك يكون قد تم الانتهاء من فحص هياكل الشبكية.

## اختبارات العين للأطفال
يجب أن يخضع الأطفال لفحص العين الأول في سن 6 شهور. إذا شك أحد الوالدان بأن هناك خطب ما، من الممكن أن يتأكد طبيب عيون مبكرًا.
واختبارات العين المبكرة مهمة لأن الأطفال بحاجة للمهارات البصرية الأساسية التالية للتعلم:
- الرؤية القريبة
- الرؤية البعيدة: مخطط أي المتلاعب، حلقة لاندولت
- تعاون العين (إزدواجية الرؤية)
- حركة العين
- التكيف (مهارات التركيز)
- الرؤية المحيطية
- التنسيق بين العين و اليد

بسبب أهمية اختبارات العين قبل أن يبدأ الطلاب المدرسة، بدأت رابطة أخصائيو بصريات أونتاريو برنامج عين ترى...عين تتعلم في أونتاريو بعد أن تم إطلاقها في ألبيرتا بنجاح في 2003. يوفر البرنامج اختبارات OHIP مؤمنة، ونظارات طبية مجانية لأطفال الحضانات في المناطق المشاركة. وحاليًا يتم عرض البرنامج في المناطق التالية لعام 2010/2011: هالتون، هاملتون-وينتورث، بييل وويندسور-أسسكس.

## الحالات المشخصة خلال فحص العين
- الحسر
- مد البصر
- قصر البصر الشيخوخي
- العمش
- ازدواج الرؤية
- الحول

## الاختبارات الأخرى التي من الممكن إجراؤها خلال فحص العين
- رسم العين
- رسم القرنية
- الفحص المجهري البيولوجي بالموجات فوق الصوتية

## وصلات خارجية
- A simulator for eye movements and pupil function tests
- Having an eye test (RNIB)
- eMedicine article on Neuro-ophthalmic examination